# Bifurcifer gilva
Bifurcifer gilva är en fjärilsart som beskrevs av Ebert 1968. Bifurcifer gilva ingår i släktet Bifurcifer och familjen tandspinnare. Inga underarter finns listade i Catalogue of Life.